# Церква Успіння Пресвятої Богородиці (Новоселиця)
Церква Успення Пресвятої Богородиці — дерев'яна церква 17 століття, пам'ятка українського народного зодчества та живопису, пам'ятка архітектури національного значення (№ 181). Унікальність церкви в тому, що вона є найменшою дерев'яною церквою готичного стилю на території Закарпаття. Її пропорції вважаються ідеальними.

## Історія
У селі Новоселиця, на пагорбі в центрі села знаходиться церква Успіння Пресвятої Богородиці. Дерев'яна церква бездоганних пропорцій, чудово вписана у панораму села.
Коли зводили храм, у селі мешкало всього 14 сімей. Хоча в бабинці зберігся напис — «цей храм робив Кочалович у 1669 р.», відомий український мистецтвознавець і архітектор Григорій Логвин, стверджу що церква збудована у 1654-1656, бо вже у 1662 році її закінчували розписувати (це видно з ктиторського напису під «Страшним судом»). 
Слугувала церква оплотом і захисником споконвічних національних традицій. Невелика за розмірами, але величава вишуканими архітектурними формами, настінними малюваннями. Церква увійшла до скарбниці українського народного мистецтва. За стилем пам'ятка належить до групи Закарпатських дерев'яних храмів регіону Потисся, у яких з найбільшою повнотою виразився дух готичної архітектури.
Михайло Сирохман так написав про церкву:
|  | У селі, що вперше згадується у записах 1619 року, за щасливим збігом обставин збереглася перша сільська церква — одна з найвидатніших пам'яток українського церковного будівництва. Церква Успіння Пресвятої Богородиці — це архітектурний ідеал. Вона має бездоганні пропорціі й чудово вписана в панораму села. Крім цього, вона повністю розкриває можливості дерева як матеріалу, а матеріал дивовижним чином вертикально вибудовується і набуває форми стріли, летючої конструкції, якимсь дивом прив'язаної до земної поверхні. Це найменша готична церква і водночас найлегша і найбільш динамічна. Гарними пропорційно і фактурно є всі частини церкви: рівноширокі зруби бабинця і нави, вкриті спільним стрімким дахом і охоплені опасанням, маленький вівтарний зруб під високим дахом, струнка вежа з високим вістрям шпиля, що надає храмові нестримного вертикального звучання. Можливо, секрет досконалості криється у розмірах дубових стін, співвідношеннях частин, у кутах нахилу дахів і піддашшя. |

В липні 1944 р. д-р Микола Дудаш, єпископ Гайдудорогської Греко-Католицької єпархії  й Апостольський адміністратор Мукачівської єпархії призначив о. Івана Матейка парохом у с. Новоселиця, де він виконував душпастирську роботу до так званого саморозпуску Греко-Католицької Церкви і її заборони в Закарпатті.
І сьогодні більше через три століття церква викликає захоплення, і зачудування майстерністю стародавніх зодчих, довершеністю ліній та форм. Художники зі Львова реставрували старовинні настінні розписи, а сільські народні умільці збудували нову дерев'яну огорожу та східці.
Зараз у будівлі не проводять богослужінь, бо ж із 1960 року церква стала музеєм.
У 1990 році споруда була удостоєна звання «Народного музею», директор музею — пані Наталія Вамош.
В радянські часи церква охоронялась як пам'ятка архітектури Української РСР (№ 181). В 2018 році церква визнана об’єктом культурної спадщини національного значення, який внесено до Державного реєстру нерухомих пам’яток України (№ 070024)
Влітку 2007 року у храмі велися реставраційні роботи. У 2008 році, завдяки гранту ЄС, вдалося замінити ґонт на даху на новий. Єдина умова європейців була до матеріалів — вони мали бути автентичними.

## Архітектура
Церква Успіння Пресвятої Богородиці — дерев'яна, з широких дубових брусів, скріплених замками в «канюк», без єдиного цвяха, суцільно-липової дошки, прикрашені різьбою у вигляді соняшників. Стики брусів закладені папером або дерев'яними плішками. Висота дубових стін — 224 см, ширина бабинця — 110 см. Дуже маленька, довжина храму 14 м, з рівноширокими зрубами бабинця і нави, що перекриті одним дахом. Стіна між бабинцем та навою з дверним прорізом (136 см) — глуха. Східна частина, більш вузька і низька, також прямокутна в плані, перекрита окремою дахом, що зливається з піддасися над заломом основного зрубу. Вежа над бабинцем, квадратна в плані, завершується високим шпилем з фартухом, що спирається на підсябиття, декороване вертикальної шалівкою з порізкою. Всі покрівлі та стіни вежі покриті дубовим ґонтом. На одвірках шириною 54 см вирізано блискучу орнаментальну композицію з солярних знаків — «соняшників», «зубчиків» та «мотузочок». Висота  вхідних дверей — 127 сантиметрів. Полотнища вхідних дверей вирізані з цілісної липової колоди.

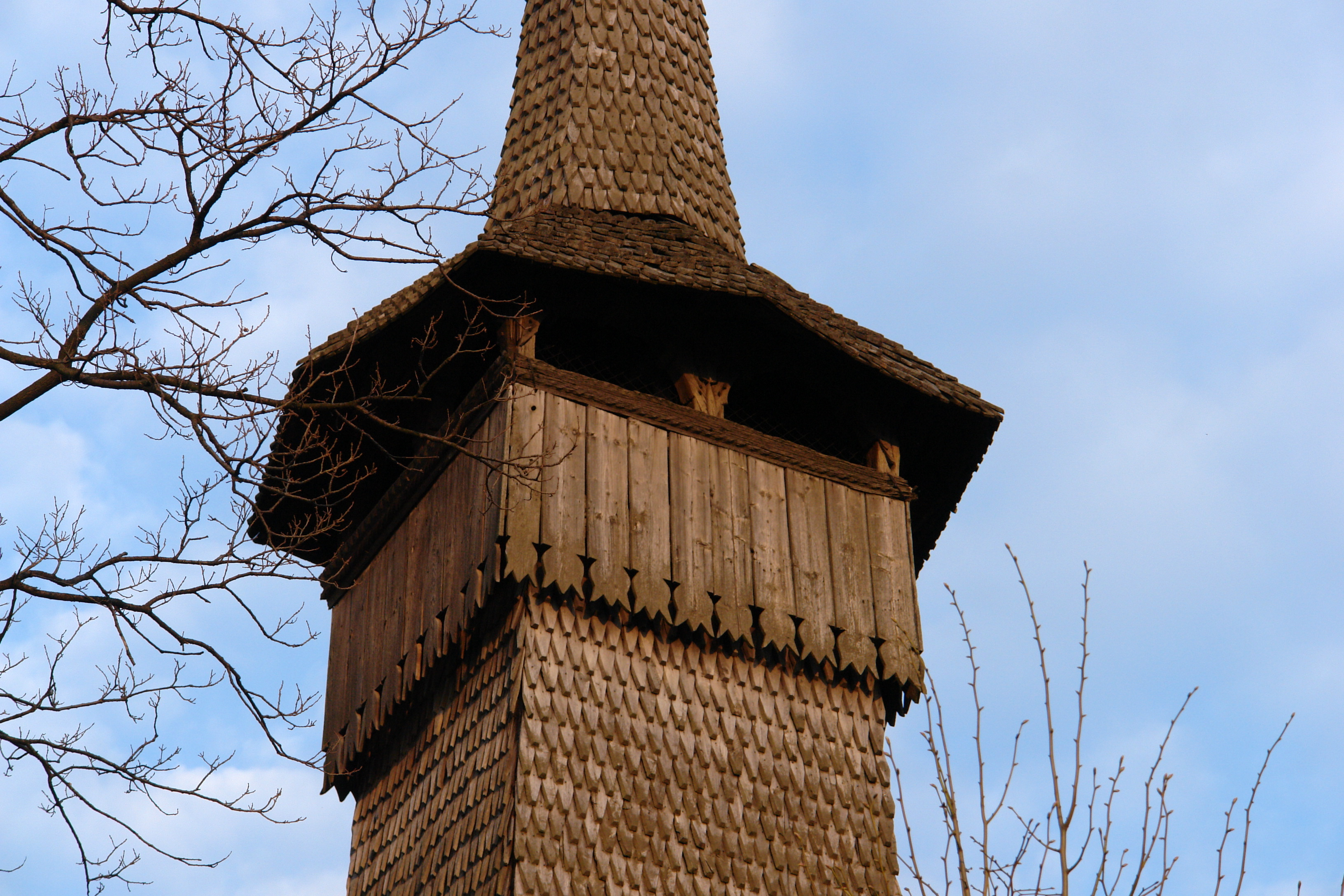
Вежа церкви

Вся церква вкрита дубовими клинами, що надає своєрідної фактури площинам дахів. Нижній ряд шинґлів має фігурно вирізані кінці, які створюють цікаве мереживо світла і тіні на широких брусах зрубів.
Освітлюється церква внизу маленькими віконцями і прорубаними пізніше такими ж вікнами вгорі. Шибки на вікнах збереглися у стародавній формі — круглі скельця оправлені дубовими рейками. Спочатку, церква мала вікна висотою 33 см, їх замінили на 50-55 сантиметрові у 1893 році.
Дослідник зодчества Марамороша та Трансільванії Г.Іанеску пише про пам'ятнку:
|  | «Розуміння можливостей, закладених у властивостях дерева і прийомах його обробки, вміла і майстерна інтерпретація готичних зразків допомогли народним зодчим Марамороша створити свіжі і легкі форми, що не мають собі рівних у готичній архітектурі Трансільванії». |

Львівські архітектори Г. П. Крук та І. Р. Могитич відреставрували церкву в 1979 – 1980 роках, а за врятоване у 1979 — 1981 роках малювання заслуговують на подяку художники Г. П. Друзюк, Л. С. Скоп, Н. А. Скрентович та Н. І. Сліпченко.

### Дзвіниця
На північний захід від церкви стоїть дерев'яна каркасна, прямокутна в плані, двох'ярусна дзвіниця — пам'ятка 18 століття. Висота вежі-дзвіниці — 25 м.  
Дубові конструкції каркаса в двох ярусах вертикально обшальовані дошками. Нижній ярус розширений. Шатрове завершення дзвіниці і винос даху перекриті гонтом. У шалівку верхнього ярусу прорізані овальні голосники (по одному з кожного боку дзвіниці).
Спочатку дзвони знаходились у чотирикутній вежі церкви. Вони були дуже важкі, і вежа хиталася разом зі шпилем. Тоді жителі села вирішили збудувати дзвіницю окремо. І понині тут зберігаються три дзвони.

### Стінопис
Головний скарб храму — його настінний живопис XVII ст., що частково збереглася до нашого часу. Стінопис виконано на дубових брусах церкви. На бруси наносився клеєво-крейдяний ґрунт, по якому малювали фарбами. Стінопис виконані технікою клейового живопису.
Стінопис характеризуються різноманітністю стилю, народним трактуванням релігійного живопису. Він органічно поєднується з архітектонікою храму, що разом створює неповторний ансамбль. Стіни і склепіння центрального обсягу розписані в другій половині XVII ст. художниками галицької школи живопису і у XVIII століття — місцевими закарпатськими художниками.  
Виконувався живопис на замовлення окремих мешканців села. Центральну композицію «Деісусний чин» (моління) намальовано у 1673 році на замовлення Юри Іванишина художником Іоаном Іваньковим. У 1673 році «Страшний суд», на північній стіні церкви, замовив Юра Петришин, ікону «Святий Миколай з житієм» у 1776 році намалював Францішек Маляр на замовлення братів Яцканичів, «Пристрасті» — Андрій (прізвище не збереглося). Одну з книг купив для церкви Іван Світлик.
На східній стіні церкви зберігся стінопис «Розп'яття» та апостольський ряд.
Настінні розписи мають значну художню цінність. Так, Богородиця — це втілення безмежної материнської любові на її обличчі і лагідність, і турбота, і горе, і покірність. Вона передбачає страждання, яке судилося пережити її синові та їй. Марія тулить до себе немовля міцно, мов боїться розлучитися із ним, та все ж йде вперед, несучи сина.
Чудовим різьбленням прикрашено позолочений іконостас. На ньому зображено цілу серію картин «Дванадцять празників Ісуса».
На початку XIX ст. був встановлений новий іконостас у стилі рококо, що дуже негативно вплинуло на настінний розпис.
Архітектура, живопис та різьблення церкви належать до найбільш яскравих творів закарпатської школи українського мистецтва XVII століття.

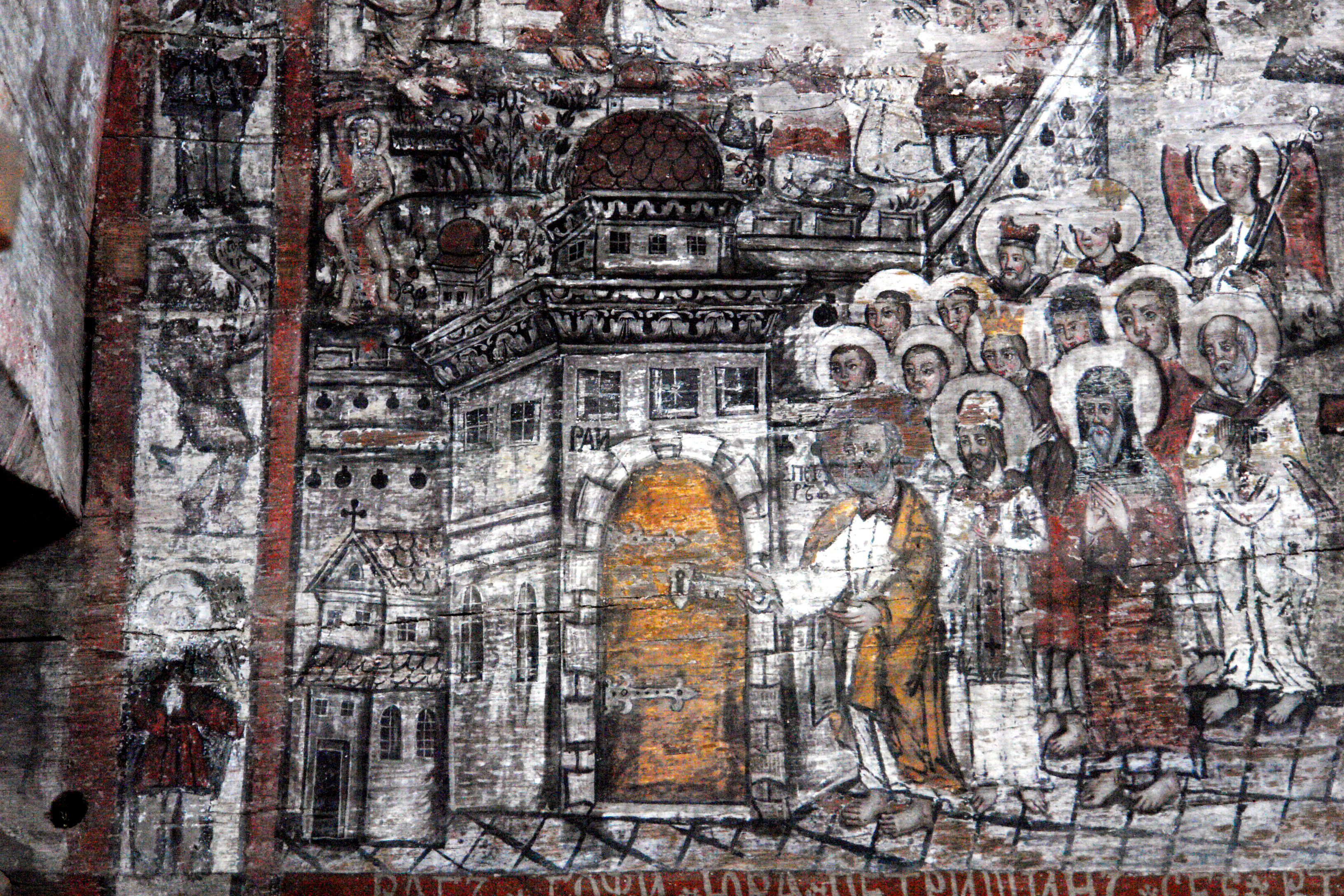
«Страшний суд». Знизу напис «Раб божий Юра Петришинъ сее второе пришествие дал змальовати за здравие свое и за отпущение грихов року божого 1662»
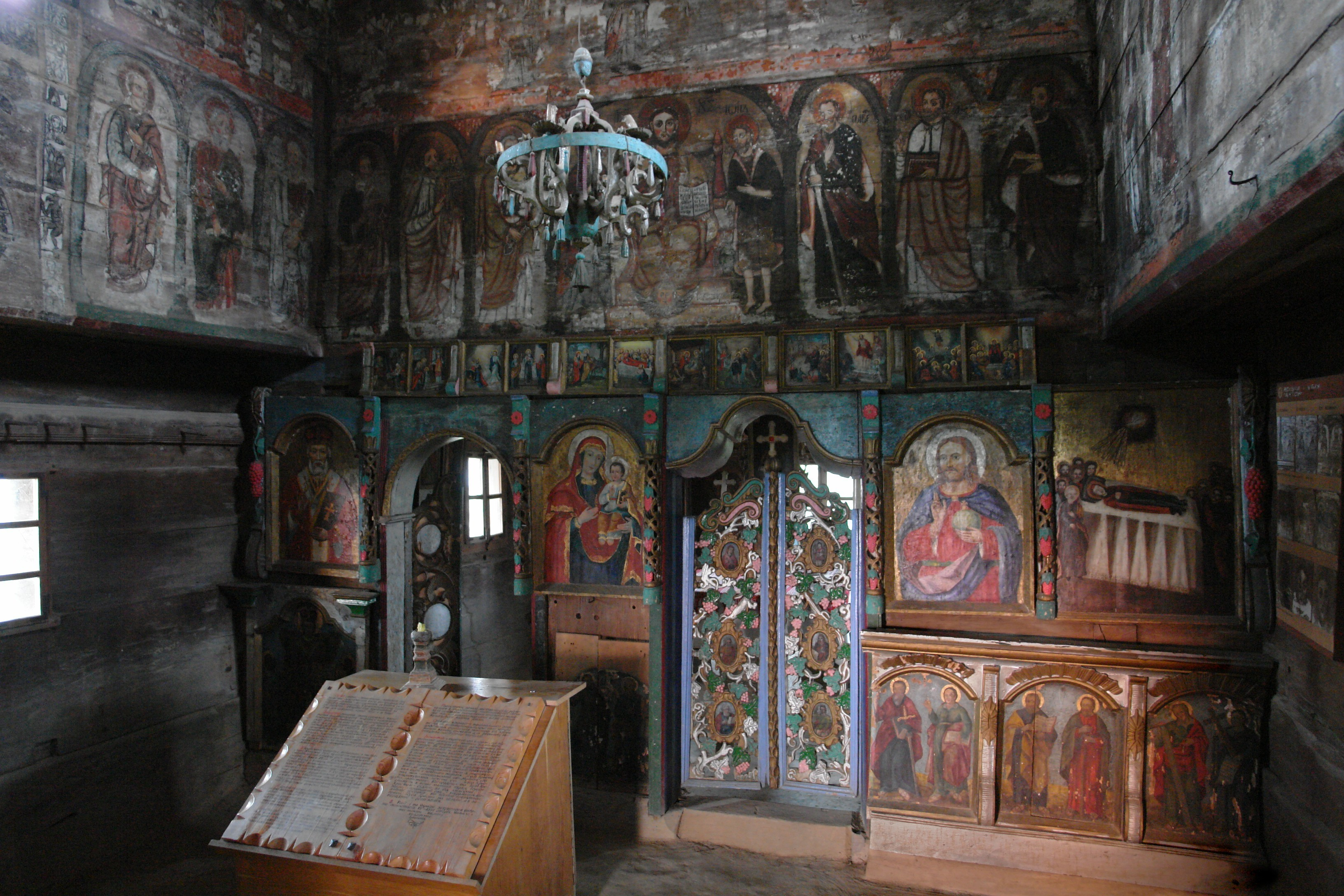
Іконостас
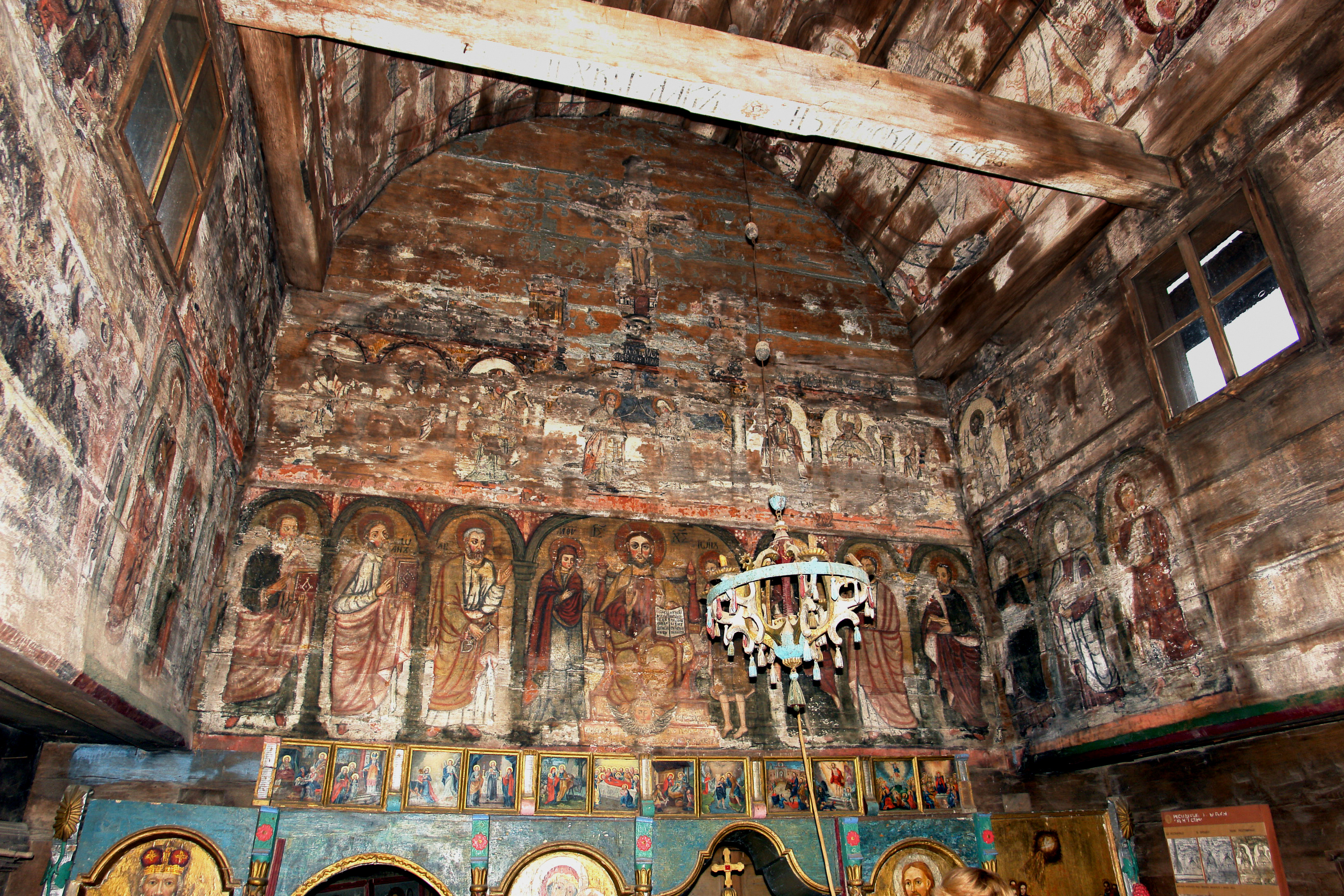
Стінопис верхньої частини іконостасу.
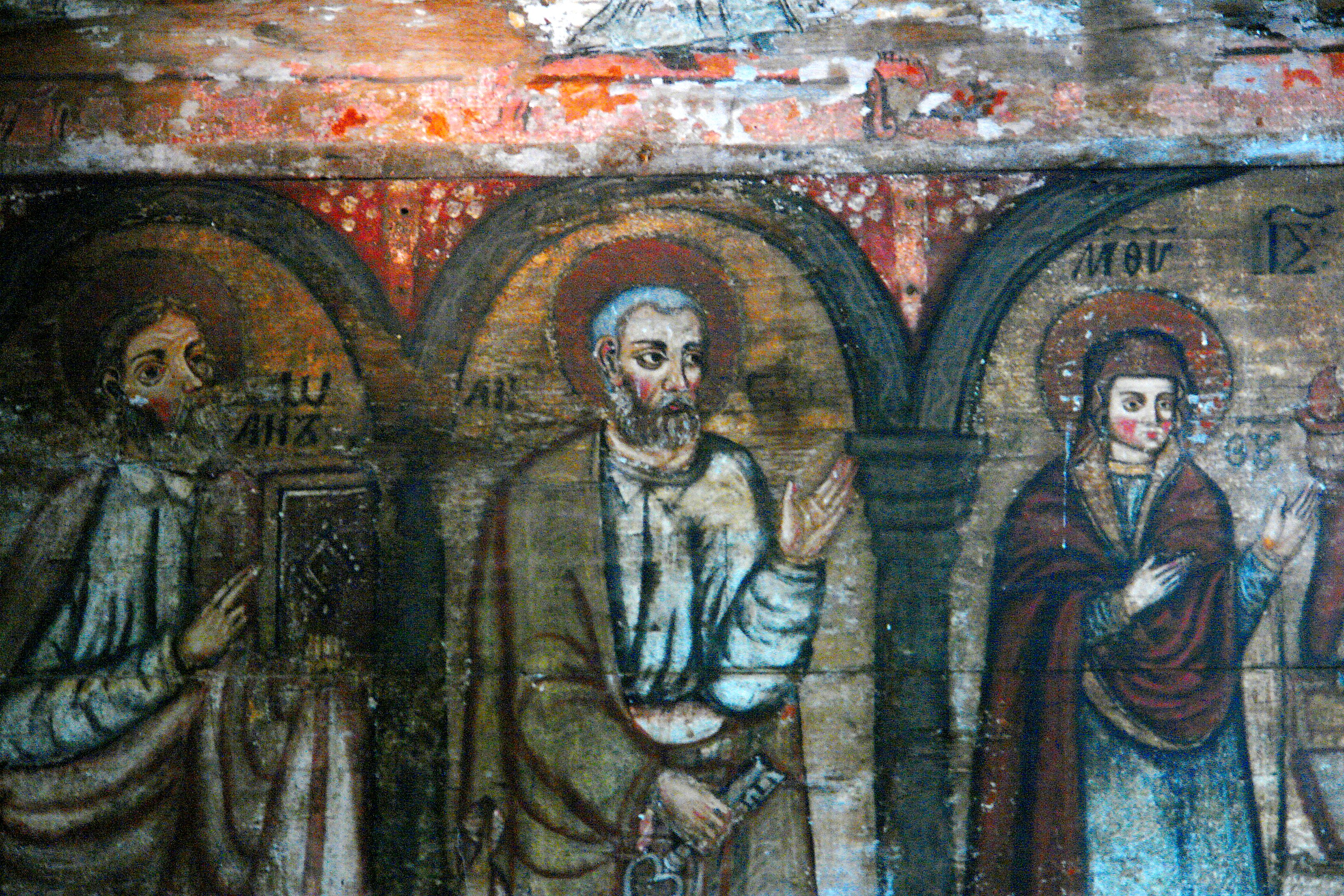
Фрагмент стінопису верхньої частини іконостасу.

## Легенда
Існує легенда про те, чому церква розташована у центрі села на пагорбі. Колись давно селом проїжджала пані. Вона везла два мішки золота. Невідомо звідки здійнявся великий вітер. Навкруги нічого не було видно. Пані дуже перелякалася і прошепотіла: «Господи, допоможи мені вийти з цієї небезпеки, припини це зло. А за твою ласку, Боже, я на цьому місці, в знак вдячності, побудую церкву». І лише вона подумала — одразу все навкруги стихло, припинилось. На небі з'явилось сонечко. Пані запам'ятала це місце і почала шукати робітників для будови церкви.
У селі побутує також інша легенда — про знаменитого опришка Пинтю. Проходив селом Пинтя і побачив, що будують церкву. Він взяв сокиру та взявся до праці. Працював недовго, бо його покликали у похід. Свою сокиру встромив у іконостас, щоб коли повернеться продовжити працювати. Велет загинув, а сокира залишилася. У народі кажуть, що вона кожен рік піднімається все вище і вище. І коли її буде видно всім, тоді Пинтя повернеться в село.
Ще одна легенда пов'язана з нападами турків. Коли турки прийшли, всіх убиваючи на своєму шляху,селяни втекли з села і сховалися в сусідніх лісах. Однак один не встиг. Тоді біля церкви росла велика липа, і він сховався в ній у великому дуплі. Загарбники, забравши все, що могли, наостанок вирішили спалити церкву. Підклали солому чи коноплі й підпалили. А той чоловік із дупла вигукнув: «О, Боже, що ви робите». Тоді вороги втекли від церкви, не озираючись, подумали, що розгнівали місцевого могутнього Бога. А селянин зліз із дерева і загасив полум'я.
Подейкують, що під час одного з нападів турків, селяни вирішили заховати дзвін церкви, закопавши його недалеко від села. Коли татари пішли, вони стали відкопувати дзвін, але так його і не знайшли. «Земля забрала собі дзвін», вирішили люди. Після цього в тому місці, де він був закопаний, раз на 7 років чути дзвін.